# 徳川慶勝
徳川 慶勝（とくがわ よしかつ）は、日本の幕末から明治初期にかけての大名・政治家・華族。尾張徳川家（尾張藩）第14代・第17代当主。明治維新後に議定、名古屋藩知事。尾張藩支藩（御連枝）であった美濃高須藩主・松平義建の次男。

## 系譜と名前
弟に15代藩主・徳川茂徳、会津藩主・松平容保、桑名藩主・松平定敬がおり、慶勝を含めて高須四兄弟と総称される。幕末期にはすでに早世していたりまだ幼少だったこともあってそれには含まれないが、他の弟に浜田藩主・松平武成、高須藩主・松平義勇がいる。
幼名は秀之助、元服後（高須松平家時代）は松平義恕（まつだいら よしくみ）を名乗る。尾張徳川家相続後は将軍徳川家慶より偏諱を授与され、初めは徳川慶恕（よしくみ）、のち慶勝と改名した。なお、本項ではすべて慶勝に統一する。

## 生涯

### 藩主就任まで
江戸四谷の高須藩邸に生まれる。母は正室・規姫（徳川治紀の娘）で、徳川斉昭は母方の叔父に、斉昭の子徳川慶篤と徳川慶喜は従弟にあたる。
尾張藩では10代・斉朝、11代・斉温、12代・斉荘、13代・慶臧と4代続いて将軍家と御三卿からの養子が続いた。また11代藩主・斉温がその在世中に一度も尾張に入国せず江戸暮らしをするなど、藩士の士気を落とす出来事が続き、下級藩士を母体とする金鉄党などが慶勝の藩主継承を渇望していた。慶勝の擁立は12代・13代と取り沙汰されたが実現せず、嘉永2年（1849年）に慶臧が死去すると、慶勝の14代藩主就任が実現する。
中下級藩士層からは藩主就任を待望されたとされる慶勝であったが、それまでの当主と異なり、将軍家との血縁が薄いこともあって、幕閣や尾張家御年寄衆からはそれまでの当主よりも一段低く見られていた。そのため、慶勝が当主として主導性を発揮するためには、重臣との合意形成が不可欠であった。

### 安政の大獄
藩主就任後の慶勝は、内政では倹約政策を主とした藩政改革を行う。他方、外国船の来航が相次ぐ情勢下にあって、徳川斉昭や薩摩藩主の島津斉彬、宇和島藩主の伊達宗城らの感化もあり、対外強硬論を幕府に繰り返し主張して、老中阿部正弘らの不興を買うことにもなった。ただし、慶勝においては御三家筆頭としての責任感も強く、幕政批判は幕府を補翼する意識の裏返しでもあった。
安政5年（1858年）の日米修好通商条約の調印に際しては、慶勝は徳川斉昭・慶篤父子と共に江戸城へ不時登城し、大老・井伊直弼に抗議した。この行為が咎められ、井伊政権による反対派の弾圧（安政の大獄）により隠居謹慎を命じられ、代わって弟の茂徳が15代藩主となる。
このころから、欧米から伝来した写真術に興味を持ち、写真を撮影している（当時は全てのプロセスを自分で行わなければならなかった）。撮影した写真の中には、明治3年（1870年）に取り壊された名古屋城二の丸御殿、幕末の広島城下、江戸の尾張藩下屋敷などの写真が1,000点近く残されており、歴史的史料価値の高い写真も数多い。

### 復権と幕末政局への関与
安政7年（1860年）に井伊直弼が桜田門外の変で暗殺されると、文久2年（1862年）に「悉皆御宥許（しっかいごゆうきょ=ことごとく許される）」の身となった。その年に上洛し、将軍・徳川家茂の補佐を命じられる。
文久3年（1863年）、茂徳が隠居して実子の元千代（義宜）が16代藩主に就任することとなり、附家老・成瀬正肥や、田宮如雲ら尊王攘夷派からの支持を背景に、慶勝はその後見として復権する。他方、慶勝に批判的な附家老・竹腰正富らに擁立されていた茂徳も家中に影響力を保持したため、文久期以降、尾張家は慶勝・茂徳の二頭体制の様相を呈し、対立・抗争を繰り広げることとなる。
復権後の慶勝は、たびたび上洛して京都政局に関与する。その京都では文久3年（1863年）に会津藩と薩摩藩が結託して八月十八日の政変が起こり、京から長州藩および尊攘派の公卿ら（七卿落ち）が追放された。翌元治元年（1864年）に慶勝は、雄藩の最高権力者からなる参預会議への参加を命じられるが辞退した。
その年、長州藩が京都の軍事的奪回を図るため禁門の変を引き起こすが、撃退された長州藩は朝敵となり、幕府が第一次長州征討を行うこととなる。征討軍総督には初め紀州藩主・徳川茂承が任じられたが慶勝に変更され、慶勝は薩摩藩士・西郷吉之助を大参謀として出征した。この長州征伐では長州藩が恭順したため、慶勝は寛大な措置を取って京へ凱旋した。しかしその後、長州藩は再び勤王派が主導権を握ったため、第二次長州征討が決定する。慶勝は再征に反対し、茂徳の征長総督就任を拒否させ、上洛して御所警衛の任に就いた。長州藩は秘密裏に薩摩藩と同盟を結んでおり（薩長同盟）、幕府軍を藩境の各地で破った。

### 王政復古政変
慶応2年12月（1867年1月）、慶勝と対立関係にあった茂徳の一橋家相続が決定したことにより、茂徳とその支持派は藩政から放逐され、家中対立に一応の決着が着いた。これを契機として藩政改革の機運が高まり、翌年以降に藩校明倫堂関係者らの藩中枢部への進出が進み、彼らが王政復古に向けて藩政を主導していくこととなる。
慶応3年10月14日（1867年11月9日）に、15代将軍・徳川慶喜によって大政奉還が行われた。慶勝は上洛して、薩摩藩、土佐藩らとともに王政復古政変に参加、新政府の議定に任ぜられる。12月9日（1868年1月3日）の小御所会議において慶喜に辞官納地を催告することが決定、慶勝が通告役となる。この時期においても、慶勝は徳川宗家を補翼する意識を強く保持しており、大政奉還後は官位降奪の願書を朝廷に提出したほか、小御所会議では慶喜の出席を主張、議定職の辞職願を提出し、辞官納地に際しては尾張藩領を宗家に返還する意向まで表明している。
翌慶応4年1月3日（1868年1月27日）に京都で旧幕府軍と薩摩藩、長州藩の兵が衝突して鳥羽・伏見の戦いが起こり、慶喜は軍艦で大坂から江戸へ逃亡した後、謹慎する。1月15日、慶勝に対し、藩内の「姦徒誅戮」のため帰国を命ずる朝命が発せられる。1月20日（2月13日）、慶勝は尾張へ戻り、家老・渡辺新左衛門ら佐幕派家臣の粛清を断行する（青松葉事件）。続いて朝命に従い、尾張藩は東海道・中山道沿道の大名・旗本領に使者を派遣し、新政府恭順の証拠として、「勤王証書」を提出させる活動を繰り広げた。この活動により仁和寺宮嘉彰（小松宮彰仁）親王の率いる東征軍は大きな戦闘を経験することなく江戸へ向けて進軍することが出来たといわれる。青松葉事件とそれに続く勤王誘引活動については、慶勝自身の意向というより、岩倉具視と結託した藩校明倫堂関係者の影響力が指摘される。
慶勝は、前述のような活動を行う一方で、茂徳と協力して容保、定敬の助命嘆願を行った。
閏4月21日（6月11日）に議定を免ぜられ、その後政界に立つことはなくなった。

### 明治維新後
明治8年（1875年）、義宜の病死を受けて当主を再承した。明治11年（1878年）から始まった旧尾張藩士による北海道八雲町の開拓も指導した。明治13年（1880年）、家督を養子の義礼に譲り隠居した。明治16年（1883年）に死去、享年60。

## 官歴

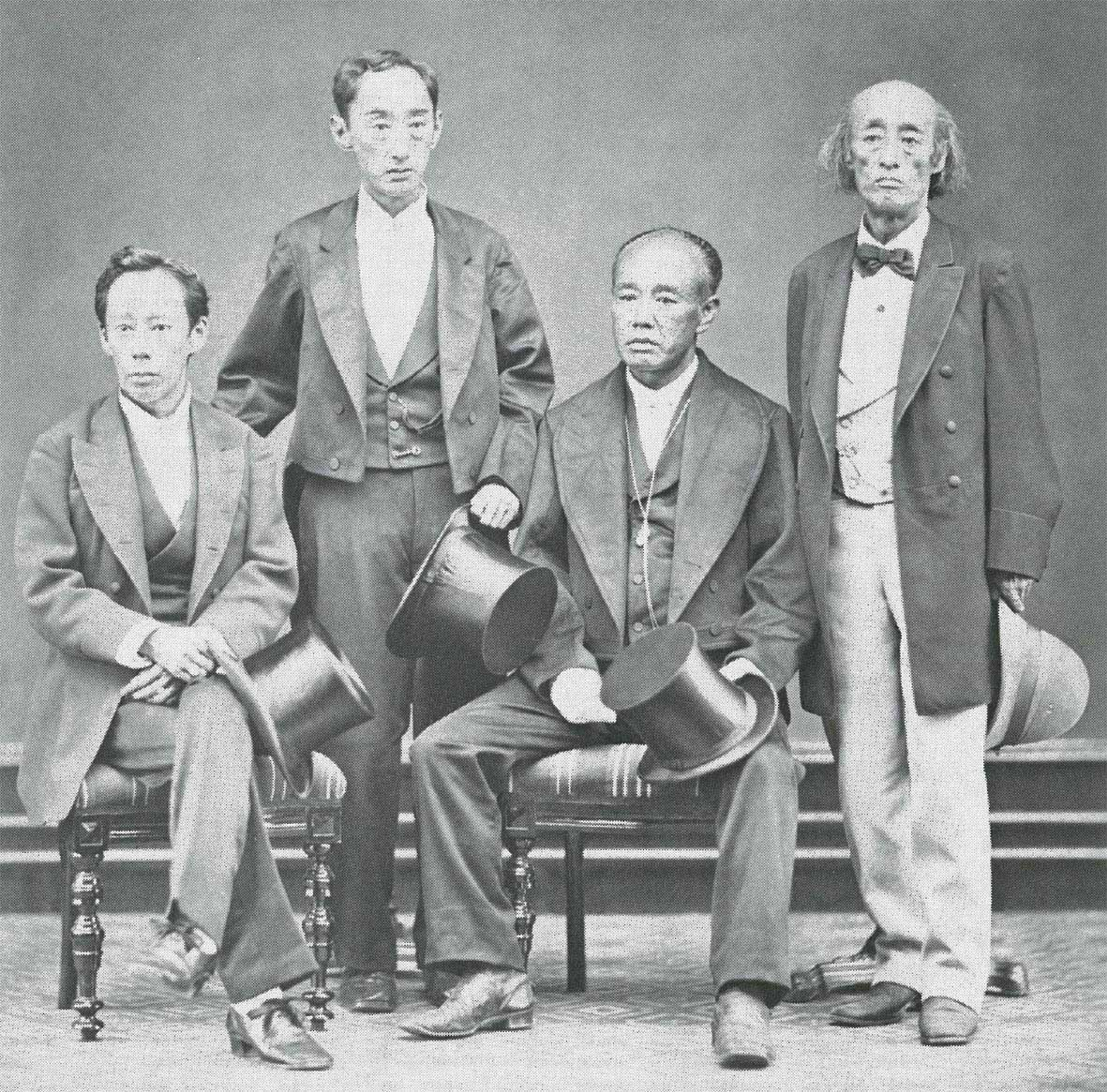
高須四兄弟（明治11年9月撮影）
左から松平定敬、松平容保、徳川茂徳、慶勝

- 天保12年閏1月4日（1841年2月24日）、従四位下に叙し侍従に任官。中務大輔を兼任。
- 嘉永2年（1849年）
  - 閏4月、掃部頭を兼任。中務大輔の任替。侍従如元。
  - 6月4日（7月23日）、尾張藩主となる。
  - 7月9日（8月26日）、従三位に昇叙し参議に補任。左近衛権中将を兼帯。
- 嘉永3年12月15日（1851年1月16日）、権中納言に転任。
- 安政5年（1858年）、藩主を退き隠居する。
- 文久2年（1862年）、従二位に昇叙し権大納言に転任。
- 元治元年（1864年）、正二位に叙される。また、長州征討軍総督となる。
- 慶応3年12月9日（1868年1月3日）、維新政府の議定に就任。
- 慶応4年閏4月21日（1868年6月11日）、議定を辞任。
- 明治2年（1869年）、王政復古時の功績により従一位に叙される。
- 明治3年12月3日（1871年1月23日）、名古屋藩知事に就任。
- 明治4年7月13日（1871年8月28日）、廃藩置県により名古屋藩知事を免じられる。
- 明治8年（1875年）、尾張徳川家の当主を再継承。
- 明治9年（1876年）、第二部華族（旧徳川家一門）の宗族長となる。
- 明治13年（1880年）、当主を退き隠居する。
- 明治16年（1883年）8月1日、薨去。
- 明治43年（1910年）、名古屋市昭和区御器所に鎮座する尾陽神社の祭神として祀られる。
- 大正7年（1918年）、北海道開道50年記念式典で北海道拓殖功労者として道庁長官より表彰。
- 昭和9年（1934年）、北海道八雲町の八雲神社に合祀される。

## 家系
- 正室：矩姫（かねひめ）（準子、丹羽長富の娘）
- 側室：お玉の方（武藤氏）
  - 三男：徳川義宜（尾張藩16代藩主）
  - 三女：道姫（松平義生室）
  - 四女：登代姫（鴻子、徳川義礼夫人）
- 側室：由起（秋月氏）
- 側室：たけ（那須氏）
  - 良姫（良子、徳川義礼継夫人）
  - 富姫（富子、毛利元昭夫人、後再婚して戸田康泰継々夫人）
- 側室：加津（鈴木高美養女）
  - 十一男：徳川義恕 - 尾張徳川家分家祖、男爵、侍従長徳川義寛の父

ほか養子

## 関連書籍
- 『写真集 尾張徳川家の幕末維新 徳川林政史研究所所蔵写真』（吉川弘文館、2014年） ISBN 978-4-642-03827-0 写真家大名として徳川慶勝の撮影したアルバム。